# لهستان در المپیک تابستانی ۱۹۶۸

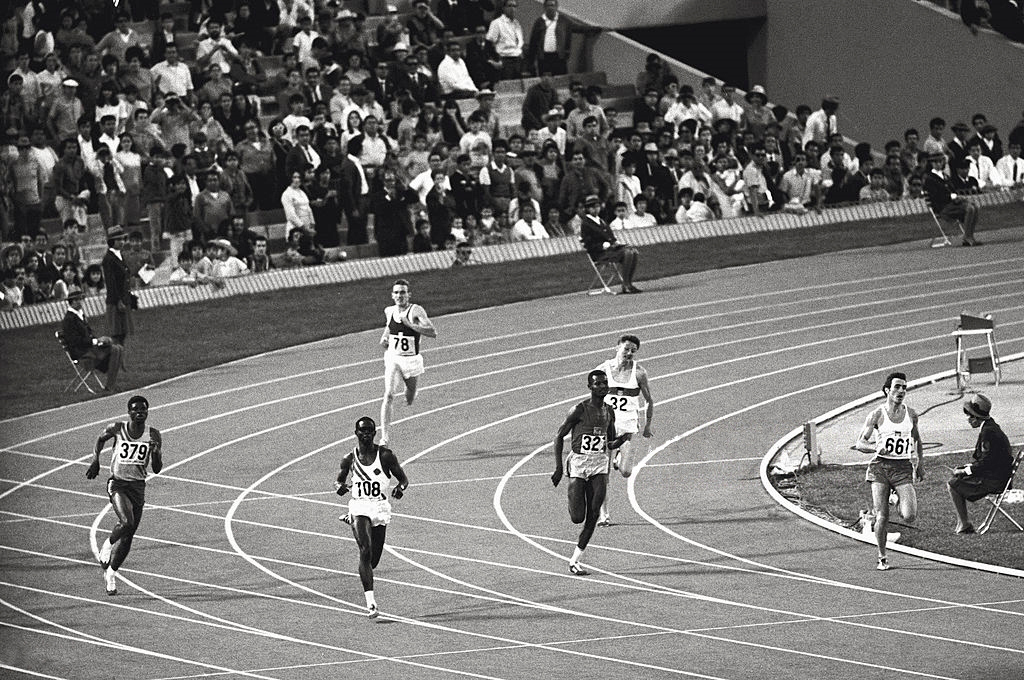
در آخرین پیچ مسابقه نیمه نهایی المپیک 400 متر مردانآمادو گاکو سنگالی در لاین سوم با شماره 708 با پیروزی مقابل ران فریمن آمریکایی (خط هشتم و خارج از عکس) و آندری بادنسکی لهستانی (خط اول، شماره 661).مکزیکو سیتی (مکزیک)، 17 اکتبر 1968

لهستان در بازی‌های المپیک تابستانی ۱۹۶۸ که در شهر مکزیکو سیتی مکزیک برگزار شد، کاروان لهستان با ۱۷۷ ورزشکار در این رقابت‌ها شرکت کرد و موفق به کسب ۱۸ مدال (۵ طلا، ۲ نقره، ۱۱ برنز) شد. در جدول رتبه‌بندی توزیع مدال‌ها، لهستان در ردهٔ ۱۱ مسابقات قرار گرفت.